# Coryphopterus lipernes
Coryphopterus lipernes és una espècie de peix de la família dels gòbids i de l'ordre dels perciformes.

## Morfologia
Els mascles poden assolir els 3 cm de longitud total.

## Distribució geogràfica
Es troba des de Florida fins a l'Amèrica Central. També és present a les Bahames, el Carib i les Antilles.